# Camaegeria exochiformis
Camaegeria exochiformis is een vlinder uit de familie wespvlinders (Sesiidae), onderfamilie Sesiinae. De wetenschappelijke naam van deze soort is, als Aegeria exochiformis, voor het eerst geldig gepubliceerd in 1856 door Francis Walker.
De soort komt voor in tropisch Afrika. Het type werd verzameld in Sierra Leone door D.F. Morgan en wordt bewaard in BMNH. Bartsch & Berg plaatsten de soort in 2012 in het geslacht Camaegeria.

## Synoniemen
- Aegeria exochiformis Walker, 1856
  - Synanthedon exochiformis (Walker, 1856)